# 韋旭 (台灣主播)
韋旭（1969年5月15日—）是台灣廣播新聞主播、主持人，2000年至2017年任NEWS98記者，2018年1月進入中廣新聞網。廣播新聞資歷已超過二十年；現任頻道總監。

## 學歷
國立政治大學新聞系

## 經歷
- NEWS98記者2000～2017.9
- 中廣新聞網早班時段主播 2018.1~2019.3
- 中廣新聞網晚班時段主播 2019.3~2022.6

## 曾主持節目
- 《1300整點新聞》2018.1~2018.8[1]
- 《0600整點新聞》2018.2~2019.3[2]
- 《採訪線上》2018.2~2020.4[3]
- 《1700中廣論壇》（周五）2019.7~2020.10
- 《6點新聞宴》2021.4~2021.10[4]。
- 《新聞下午茶》【理財APP】單元2020.4~2021.12 [5]

## 外部連結
1. ↑  中廣整點新聞 OP(2018-01-24 13：00) （页面存档备份，存于）[需要較佳来源]
2. ↑  2018 09 21 中廣新聞網十分鐘早報新聞 主播:韋旭 （页面存档备份，存于）[需要較佳来源]
3. ↑  中廣新聞網【採訪線上】解碼能源公投 （页面存档备份，存于）[需要較佳来源]
4. ↑  4.19.21【韋旭│中廣新聞宴】北市君品酒店下午發生火警｜交通部政次王國財升任部長｜丁怡銘回鍋擔任月薪12萬的政院有給職顧問 （页面存档备份，存于）[需要較佳来源]
5. ↑  .   [2021-12-31]. （原始内容存档于2021-12-31）.